# Felipe (football, septembre 1990)
Pour les articles homonymes, voir Felipe.
Felipe Campanholi Martins dit Felipe, né le 30 septembre 1990 à Engenheiro Beltrão (Paraná, Brésil), est un footballeur italo-brésilien. Il joue au poste de milieu de terrain à Orlando City en MLS.

## Biographie

### Les débuts
Après avoir commencé sa carrière au sein de petits clubs de Rio de Janeiro, Felipe quitte le Brésil pour l'Italie à l'âge de 15 ans. Il signe avec le club italien de Padoue en 2008. Toutefois, en raison d'une malformation cardiaque mineure, il est libéré. Après avoir exprimé un intérêt pour jouer en Angleterre, Felipe a eu un essai réussi avec l'AFC Bournemouth qui a joué en League One au cours de la saison 2007-2008, et lui a offert un contrat. Malgré le vif intérêt de Bournemouth, Felipe a choisi de rejoindre le FC Winterthur en Suisse en janvier 2009. À la fin de la saison, il rejoint le FC Lugano et reste au club pendant trois saisons, marquant un total de sept buts en 50 matchs. En 2011, il est prêté au FC Wohlen, où il inscrit deux buts en quinze matchs.

### Major League Soccer
Le 21 décembre 2011, Il signe un contrat avec l'Impact de Montréal, une équipe d'expansion de la Major League Soccer. Après un bon départ lors de sa première année dans la MLS, il devient l'un des meilleurs milieux de terrain de la ligue en tant que joueur cohérent dans les deux sens.
Le 27 janvier 2015, il est échangé aux Red Bulls de New York contre Eric Alexander et Ambroise Oyongo.
Libre à l'issue de la saison 2022 alors que l'Austin FC n'a pas renouvelé son contrat, il s'engage en faveur du Orlando City SC le 22 novembre 2022 et connait son sixième club en MLS.

## Statistiques

### En club
| Saison                | Club                   | Championnat           | Championnat | Championnat | Coupe(s) nationale(s) | Coupe(s) nationale(s) | Compétition(s) continentale(s) | Compétition(s) continentale(s) | Compétition(s) continentale(s) | Séries | Séries | Total | Total |
| Saison                | Club                   | Division              | M.          | B.          | M.                    | B.                    | Comp.                          | M.                             | B.                             | M.     | B.     | M.    | B.    |
| 2008-2009             | Calcio Padoue          | Serie C               | 4           | 0           | 1                     | 0                     | -                              | -                              | -                              | -      | -      | 5     | 0     |
| 2008-2009             | FC Winterthur          | Challenge League      | 10          | 2           | -                     | -                     | -                              | -                              | -                              | -      | -      | 10    | 2     |
| 2009-2010             | FC Lugano              | Challenge League      | 27          | 5           | 3                     | 0                     | -                              | -                              | -                              | 1      | 0      | 31    | 5     |
| 2010-2011             | FC Lugano              | Challenge League      | 23          | 2           | 3                     | 1                     | -                              | -                              | -                              | -      | -      | 26    | 3     |
| Sous-total            | Sous-total             | Sous-total            | 50          | 7           | 6                     | 1                     | -                              | 0                              | 0                              | 1      | 0      | 57    | 8     |
| 2011-2012             | FC Wohlen (prêt)       | Challenge League      | 15          | 2           | 3                     | 1                     | -                              | -                              | -                              | -      | -      | 18    | 3     |
| 2012                  | Impact de Montréal     | MLS                   | 30          | 4           | 2                     | 0                     | -                              | -                              | -                              | -      | -      | 32    | 4     |
| 2013                  | Impact de Montréal     | MLS                   | 32          | 5           | 2                     | 1                     | LCC                            | 3                              | 0                              | 1      | 0      | 38    | 6     |
| 2014                  | Impact de Montréal     | MLS                   | 31          | 3           | 3                     | 1                     | LCC                            | 3                              | 0                              | -      | -      | 37    | 4     |
| Sous-total            | Sous-total             | Sous-total            | 93          | 12          | 7                     | 2                     | -                              | 6                              | 0                              | 1      | 0      | 107   | 14    |
| 2015                  | Red Bulls de New York  | MLS                   | 34          | 3           | 3                     | 0                     | -                              | -                              | -                              | 4      | 0      | 41    | 3     |
| 2016                  | Red Bulls de New York  | MLS                   | 33          | 5           | 1                     | 0                     | LCC                            | 4                              | 0                              | 2      | 0      | 40    | 5     |
| 2017                  | Red Bulls de New York  | MLS                   | 33          | 2           | 5                     | 0                     | LCC                            | 2                              | 0                              | 3      | 0      | 43    | 2     |
| 2018                  | Red Bulls de New York  | MLS                   | -           | -           | -                     | -                     | LCC                            | 1                              | 0                              | -      | -      | 1     | 0     |
| Sous-total            | Sous-total             | Sous-total            | 100         | 10          | 9                     | 0                     | -                              | 7                              | 0                              | 9      | 0      | 125   | 10    |
| 2018                  | Whitecaps de Vancouver | MLS                   | 29          | 1           | 1                     | 0                     | -                              | -                              | -                              | -      | -      | 30    | 1     |
| 2019                  | Whitecaps de Vancouver | MLS                   | 18          | 1           | 2                     | 0                     | -                              | -                              | -                              | -      | -      | 20    | 1     |
| Sous-total            | Sous-total             | Sous-total            | 47          | 2           | 3                     | 0                     | -                              | 0                              | 0                              | 0      | 0      | 50    | 2     |
| 2019                  | D.C. United            | MLS                   | 10          | 0           | -                     | -                     | -                              | -                              | -                              | -      | -      | 10    | 0     |
| 2020                  | D.C. United            | MLS                   | 7           | 0           | -                     | -                     | -                              | -                              | -                              | -      | -      | 7     | 0     |
| 2021                  | D.C. United            | MLS                   | 27          | 1           | -                     | -                     | -                              | -                              | -                              | -      | -      | 27    | 1     |
| Sous-total            | Sous-total             | Sous-total            | 44          | 1           | 0                     | 0                     | -                              | 0                              | 0                              | 0      | 0      | 44    | 1     |
| 2022                  | Austin FC              | MLS                   | 28          | 1           | 1                     | 0                     | -                              | -                              | -                              | 3      | 0      | 32    | 1     |
| 2023                  | Orlando City SC        | MLS                   | 0           | 0           | 0                     | 0                     | LCC                            | 0                              | 0                              | -      | -      | 0     | 0     |
| Total sur la carrière | Total sur la carrière  | Total sur la carrière | 391         | 37          | 30                    | 4                     | -                              | 13                             | 0                              | 14     | 0      | 448   | 41    |